# Havanganjärvi
Havanganjärvi är en sjö i kommunen Virdois i landskapet Birkaland i Finland. Sjön ligger 105,1 meter över havet. Arean är 1,73 kvadratkilometer och strandlinjen är 13,44 kilometer lång. Sjön  ingår i Kumo älvs huvudavrinningsområde.   Den ligger omkring 71 km norr om Tammerfors och omkring 230 km norr om Helsingfors. 
I sjön finns öarna Huvisaari, Heikinkari, Isosaari och Vesikorvenkari. 